# Fernand Brouez
Fernand Louis Maximilien Brouez (Wasmes, 13 augustus 1861 – Brussel, 3 juli 1900) was een journalist en stichter van het tijdschrift  La Société Nouvelle (De Nieuwe Maatschappij).

## Biografie
Hij was de tweede zoon van de rijke notaris Jules Brouez en Victorine Sapin, die hem een progressieve opvoeding geven. Fernand en zijn oudere broer Paul schreven zich beiden in aan de Université libre de Bruxelles, waar het vroeg duidelijk werd dat Fernand de studies niet aankon. Hij schakelde over van wijsbegeerte naar rechten en later naar geneeskunde. Op zijn negenentwintigste moest hij nog zijn kandidatuur voor een doctoraat plaatsen.
Ondanks zijn academische tekortkomingen slaagde Brouez erin zich te omringen met de intellectuele en artistieke elite van die tijd. Het was een avant-garde die net als hij geloofde in socialisme en sociaal bewustzijn. Hij bood hen een forum in een nieuw tijdschrift gefinancierd door vader Jules Brouez, dat hij aanvankelijk uitgaf in samenwerking met zijn studiegenoot Arthur James. Het eerste nummer van La Société Nouvelle verscheen op 20 november 1884. Het zou een van de belangrijkste Franstalige tijdschriften van die tijd worden over sociologie, kunst, wetenschap en letteren. Het publiceerde stukken van Elie en Elisée Reclus, Octave Maus, Camille Lemonnier, Georges Rodenbach, Hector Denis, Guillaume De Greef, César De Paepe, Bakoenin, Kropotkin, Charles Malato, Jacques Mesnil, Georges Eekhoud, Emile Verhaeren, Maurice Maeterlinck en Henry van de Velde.
Rond 1896 ging de gezondheid van Fernand Brouez sterk achteruit. Hij leed aan syfilis, mogelijk opgelopen door een snede gedurende een les anatomie toen hij student geneeskunde was. Zijn zachtmoedigheid en werklust lieten hem steeds vaker in de steek. Op verzoek van moeder Brouez, die het vermogen van haar man zag slinken, werd La Société Nouvelle stopgezet. Het laatste nummer verscheen in januari 1897. Even voordien was Brouez getrouwd met Cornelia Hubertina Doff, de latere Neel Doff, met wie hij al sinds 1882 gelukkig samenleefde. Het huwelijk moest haar toekomst veiligstellen. Brouez stierf in 1900 nog voor zijn veertigste jaar en werd begraven in het familiegraf op de begraafplaats van Elsene. Hij leeft verder in de literatuur van zijn weduwe, die het personage André in haar tweede boek, Keetje, naar hem modelleerde.

## Voetnoten
1. ↑  Eric Min, De eeuw van Brussel. Biografie van een wereldstad, 1850-1914, 2013, p. 200

- International Standard Name Identifier: 0000 0000 2379 1731
- Library of Congress Control Number: n81150050
- SNAC: w6qw18g8
- Virtual International Authority File: 77648336
- WorldCat: E39PBJcR6CdHBGYwYCd3Qcp9Dq